# Brigada Político-Social

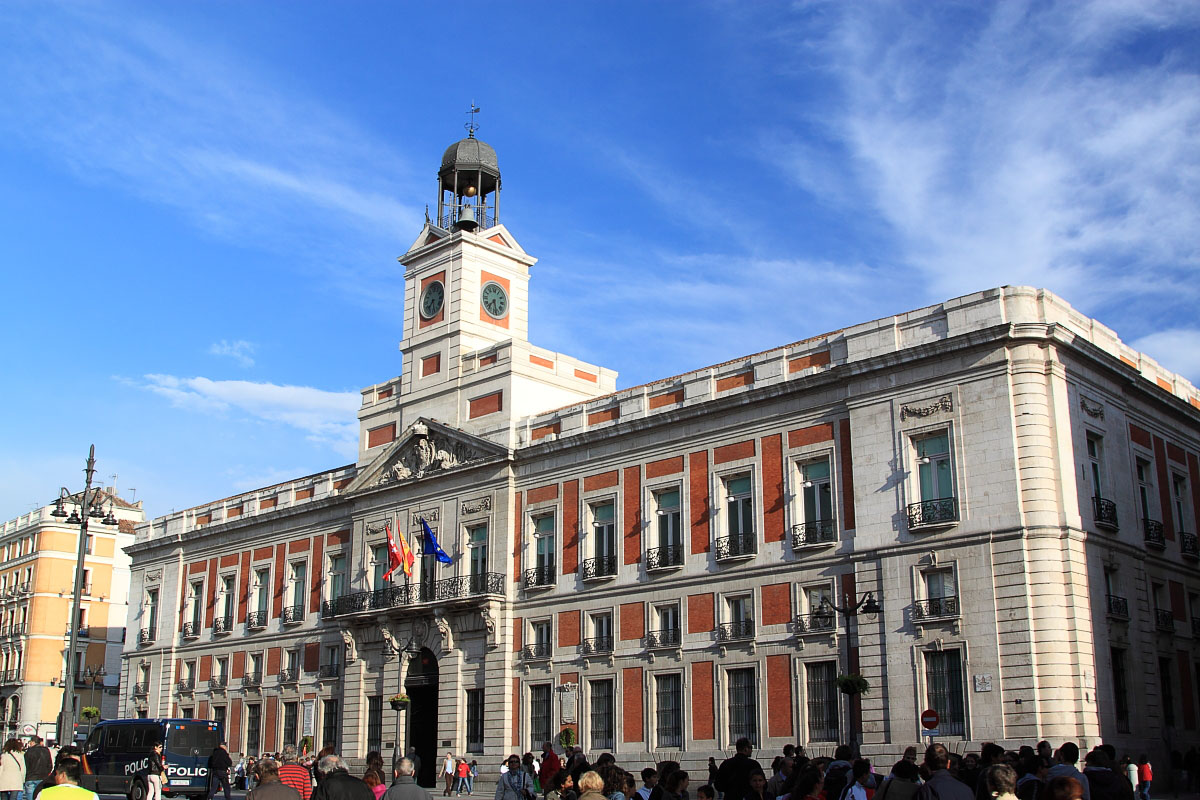
Het Real Casa de Correos waar het Madrileense bureau van de dienst gevestigd was

De Brigada Político-Social (Nederlands: Politiek-Sociale Brigade), afgekort BPS, ook wel Brigada de Investigación Social (BSI) genoemd, was de geheime politieke politie van de Spaanse Staat tijdens de dictatuur van Francisco Franco. De dienst was belast met het vervolgen en onderdrukken van oppositiebewegingen in het land tijdens de dictatuur. De brigade maakte onderdeel uit van de Cuerpo General de Policía, dat op zijn buurt deel uitmaakte van de Dirección General de Seguridad. Na de dood van Franco werd de dienst hervormd en in 1978 ging hij op in de Brigada Central de Información (BCI), om in 1986 formeel afgeschaft te worden.
Gedurende de eerste jaren, vanaf 1939, ontving de voorloper van de dienst ondersteuning en onderricht van de Gestapo, en dan met name met betrekking tot het gebruik van martelmethodes om informatie te verkrijgen en infiltratiemethodes in oppositiebewegingen.
Enkele bekende bureaus van de brigade waar werd gemarteld, waren gevestigd in de Casa de Correos in Madrid en aan de Via Laietana in Barcelona.